# Association libre des artistes de Düsseldorf
L'Association libre des artistes de Düsseldorf est une association d'artistes de Düsseldorf. Elle émerge en 1891 du Club saint-Luc fondé en 1889 et est l'une des premières sécessions de l'histoire de l'art. Ses membres se détournent de la peinture d'histoire traditionnelle de l'époque et se consacrent à la peinture impressionniste. Des sécessions ultérieures ont lieu à Munich en 1892 avec l'Association des artistes visuels de Munich et en 1894 à Dresde avec l'Association des artistes visuels de Dresde (de).

## Histoire
L'objectif principal de l'association d'art pour la Rhénanie et Westphalie (de), l'une des plus anciennes associations artistiques allemandes, fondée à Düsseldorf en 1829, est de « promouvoir l'art ». Depuis le début, la vie du club de l'association d'art de Düsseldorf est toujours façonnée par des débats artistiques et culturels-politiques avec les conditions de Düsseldorf et le goût général pour l'art de l'époque. La politique d'exposition est associée à l'Académie des beaux-arts et aux mécènes et collectionneurs de l'École de peinture de Düsseldorf. Les expositions artistiques sont par ailleurs peu nombreuses à Düsseldorf, car la direction est assurée par l'Association des artistes de Düsseldorf (de), pour le soutien et l'assistance mutuelle. L'Association des artistes de Düsseldorf, fondée en 1844 par Wilhelm von Schadow, Wilhelm Camphausen, Alfred Rethel, Oswald Achenbach et d'autres membres de l'École de peinture de Düsseldorf, est à l'origine une association suprarégionale de prêt et d'assurance permettant aux artistes de faire face aux urgences. Tout membre qui pratique  professionnellement un des arts visuels peut participer à des expositions.
C'est ainsi qu'à partir du milieu du XIXe siècle, des luttes artistiques ont lieu à Düsseldorf. Des artistes se sont détachés du style de peinture académique dominant et très conservateur de l'Académie des beaux-arts de Düsseldorf et exposent, seuls ou en groupe, des œuvres particulières, comme l'Association des artistes de Düsseldorf de 1899 (de).
Le Club Saint-Luc est l'un des premiers mouvements de sécession dans l'Empire allemand. En octobre 1889, le Club des artistes de Saint-Luc est fondé à Düsseldorf, une association progressive de peintres paysagistes qui cherchent à combiner les idées de l'école de La Haye et de l'école de Barbizon avec les réalisations de l'impressionnisme. Les fondateurs sont Olof Jernberg, Eugen Kampf, Helmuth Liesegang et Heinrich Hermanns. Ce groupe a un nombre limité de membres, de sorte que les structures organisationnelles peuvent difficilement être établies.
En 1891, presque en même temps que la Sécession munichoise, Gregor von Bochmann fonde l'« Association libre des artistes de Düsseldorf », qui se caractérise également par la sécession. C'est un précurseur de la Sécession, qui entend renouveler le système d'exposition et favoriser les échanges internationaux d'artistes. L'objectif est de garantir la liberté de l'art, de donner une tribune aux différents courants artistiques et de promouvoir les jeunes artistes. Tout artiste accepté se soumet aux lois d'un jury artistique minutieux. Il était souhaité que la Sécession fasse examiner les œuvres de chaque artiste, qu'il soit très demandé, célèbre ou encore très jeune, par un jury juste, impitoyable et de bon goût, afin qu'elles restent au-dessus du niveau artistique qui doit être maintenu à tout prix.
La réalisation de l'exposition est organisée par une cinquantaine d'artistes - tous sans lieu d'exposition propre - ce qui n'a pas un grand impact artistique, contrairement aux organisations ultérieures qui portent effectivement Sécession dans leur nom. Les membres du club d'artistes Saint-Luc participent également à ses expositions, aux côtés d'universitaires aux idées principalement progressistes. À la fin de l'année 1892, le groupe de l'association libre des artistes de Düsseldorf se fait remarquer en organisant une exposition dans la maison mère du galeriste Eduard Schulte à Düsseldorf. À partir de 1892, chaque année en décembre, le club des artistes de Saint-Luc organise une exposition séparée dans les salles supérieures de la galerie Schulte.
En 1899, le club Saint-Luc et l'Association se séparent à nouveau en 1899.

## Expositions (sélection)
- 1892 : Galerie Edouard Schulte, II. Exposition annuelle de l'Association libre des artistes de Düsseldorf
- 1893 : Galerie Eduard Schulte, exposition annuelle de l'Association libre des artistes de Düsseldorf
- 1894 : Galerie Edouard Schulte, III. Exposition annuelle de l'Association libre des artistes de Düsseldorf
- 1894 : Künstlerhaus Vienne : Munich « Sécession », Association libre des artistes de Düsseldorf, exposition d'œuvres d'artistes nationaux
- 1910 : Städtische Kunsthalle Düsseldorf, exposition de l'Association libre des artistes de Düsseldorf, avec une affiche de Max Stern